# Землетрус у Тиві (2011)
Землетру́с в Тиві́ — землетрус магнітудою в 6,6-6,7, що стався 27 грудня 2011 року в 23:22 за місцевим часом. Епіцентр знаходився приблизно за 100 км на схід від столиці республіки Тиви міста Кизил, в Каа-Хемському районі в зоні хребта Академіка Обручева. Слід відмітити, що тут знаходиться сучасна зона горотворення на межі двох геологічних блоків, що формують Тувинську та Тоджинську улоговини. Раніше, в 1991 році, на схід від епіцентру стався землетрус магнітудою 6,5 балів. Ще один землетрус ставя через 2 місяці після цього, в лютому 2012 року, але вже силою 6,7-6,9 балів.
Поштовхи відмічались в Абакані (магнітуда 3-4), Красноярську (3-4), Іркутську (2), Новосибірську (1,6), Барнаулі, Кемерово, Томську. Гіпоцентр знаходився на глибині 10-15 км, де магнітуда досягала 8-9,5 балів. Було також зареєстровано 120 афтершоків.
За даними МНС Росії, через землетрус понад 10 тисяч осіб залишились без електрики, автоматично відключились підстанції «Зубовка», «Сариг-Сеп» та «Бурен-Бай-Хаак». Наступного дня роботу підстанцій вдалось відновити. 28 грудня МОЗ республіки Тива оголосило, що будівля районної поліклініки розійшлась по будівельним швам. Окрім цього жителі республіки відмітили в своїх будинках тріщини, битий посуд та меблі. В школах 28 грудня згідно з наказом МОН республіки достроково закінчили навчання. В Кизилі було виявлено ушкодження міського мосту (1963 року будівництва) через Єнісей, рух по ньому транспорту вагою понад 5 тон був заборонений. Пошкодження, завданні поштовхами, оцінюються в 5 млрд рублів.